# Vuurkolk

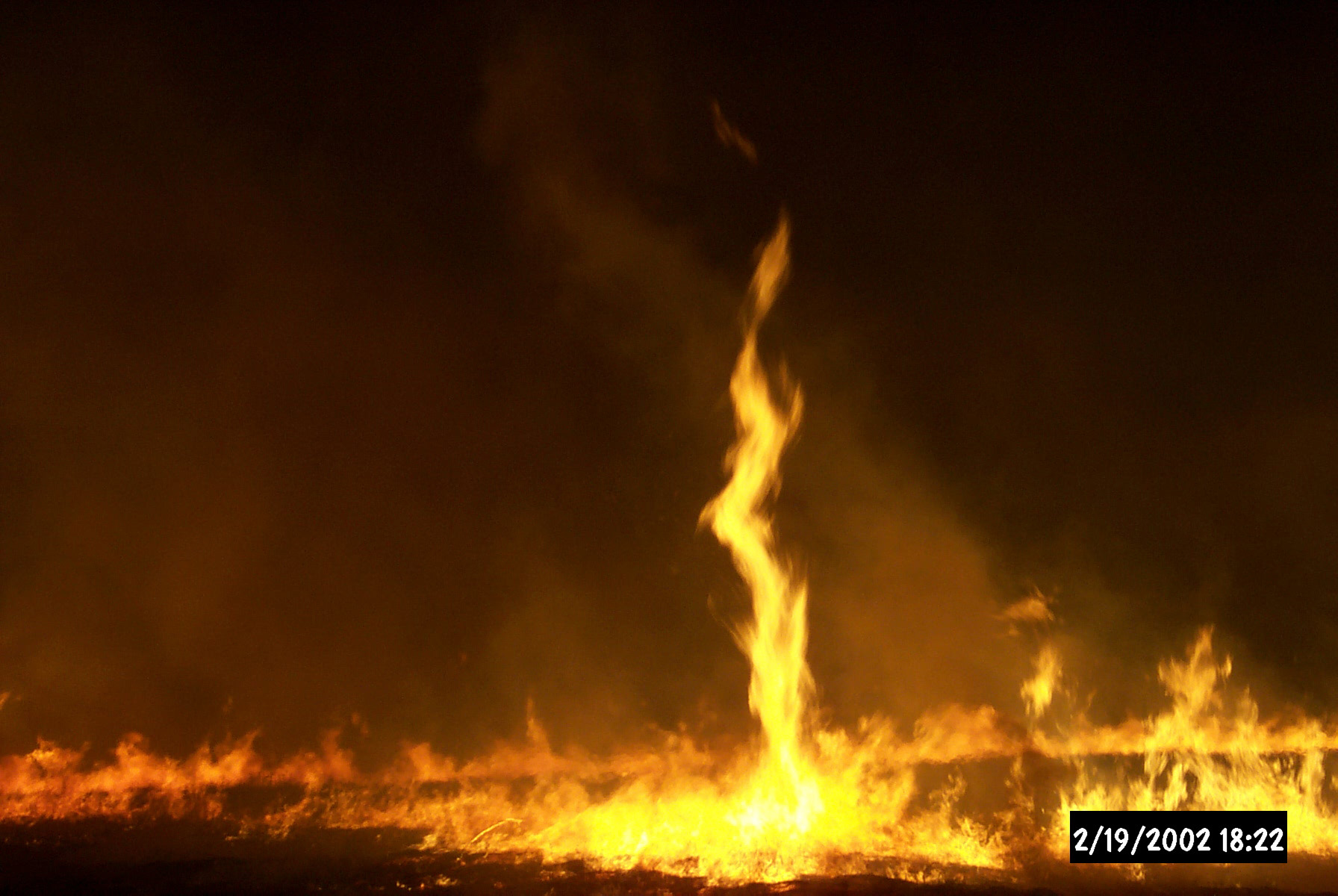
Vuurkolk

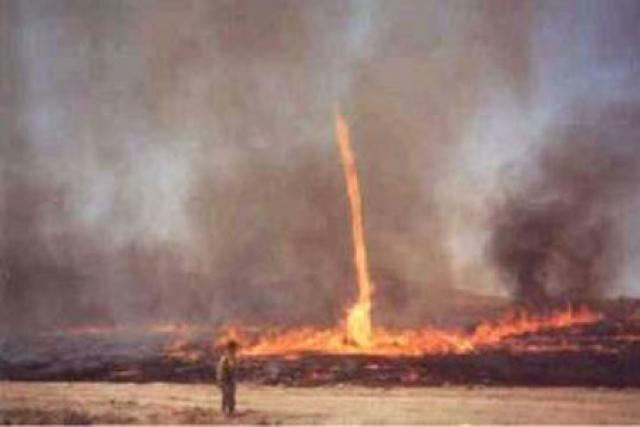
Vuurkolk

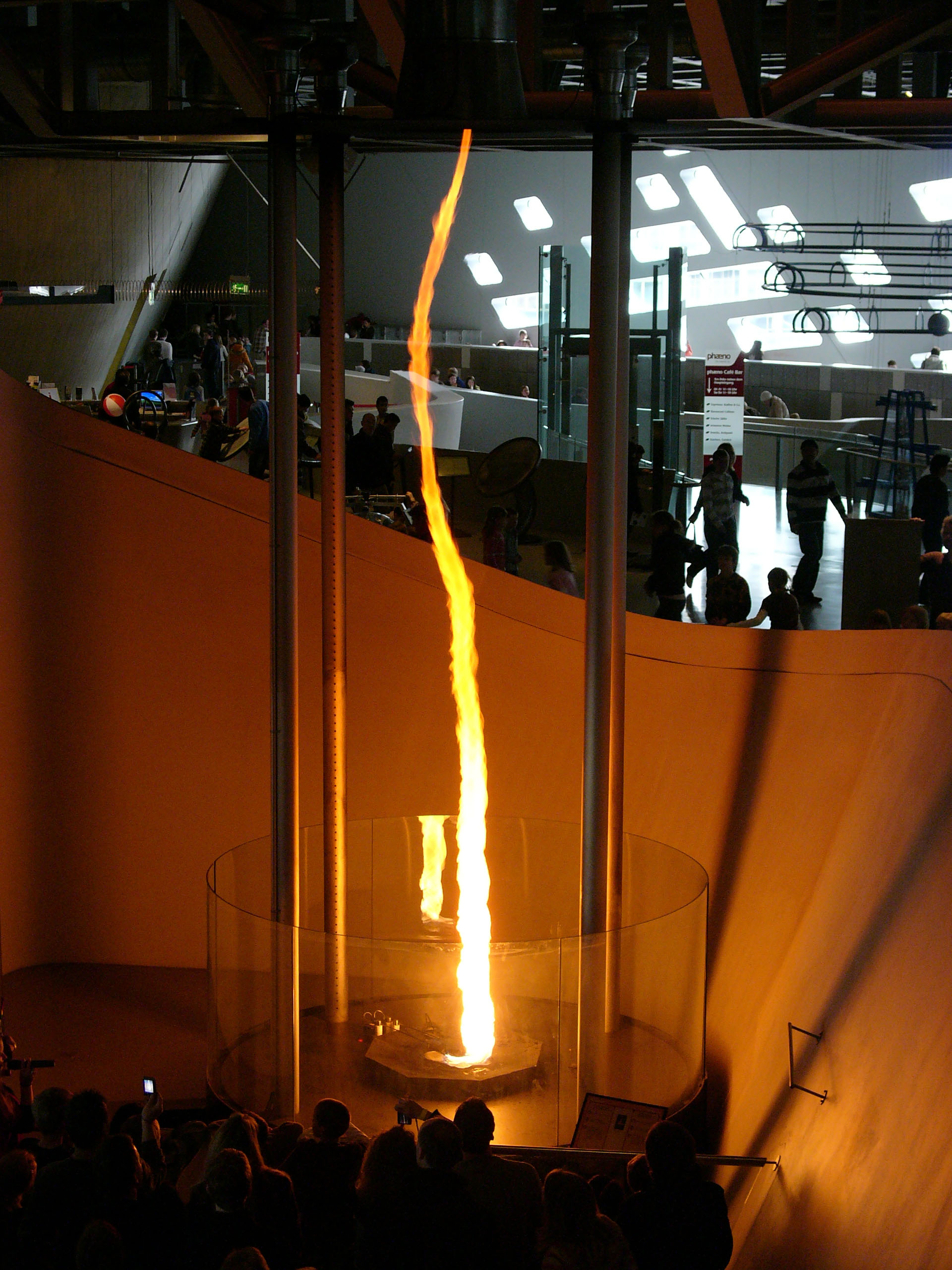
Vuurkolk in gecontroleerde omstandigheden

Een vuurkolk (ook vuurduivel of vuurtornado) is het fenomeen waarbij de lucht in of bij een brand een verticale vorticiteit krijgt en aldus een opstijgende werveling vormt, een tornado-achtige opstijgende en ronddraaiende luchtkolom. Vuurkolken kunnen bestaan uit een werveling van vuur of een wervelwind zijn die gescheiden blijft van de vlammen, binnen of buiten de vuurzone. Ze ontstaan doordat de hitte van het vuur de lucht aan de grond verhit en snel doet stijgen, terwijl er aan de basis van de luchtkolom koelere lucht uit de omgeving wordt aangezogen. Een soortgelijk fenomeen kan zich ook boven een vers lavaveld voordoen waarbij vloeibare lava enkele meters de lucht in kan spetteren.
Vuurkolken zijn eerder zeldzaam. Een extreem voorbeeld is de aardbeving in Kanto in 1923 waar een enorme vuurstorm een gigantische vuurkolk veroorzaakte waarin 38.000 mensen omkwamen in een kwartier tijd. Een ander voorbeeld is de talrijke vuurkolken die ontstonden nadat een blikseminslag op 7 april 1926 brand had veroorzaakt in een olieopslagplaats bij San Luis Obispo. De inslag veroorzaakte een vuurstorm die 4 dagen duurde en duizenden wervelwinden produceerde. De grotere vuurkolken deponeerden puin tot 5 kilometer ver.
Grote vuurkolken komen het vaakst voor bij natuurbranden. Ze zijn typisch 10-50 meter hoog, een paar meter breed, en duren meestal maar een paar minuten. In extreme omstandigheden kan een vuurkolk meer dan een kilometer hoog zijn, met windsnelheden boven 160 km/h, en meer dan 20 minuten duren.
Vuurkolken kunnen bomen ontwortelen en brandend materiaal dat door een vuurkolk wordt weggedragen kan nieuwe brandhaarden veroorzaken.
Vuurkolken worden onder gecontroleerde omstandigheden opgewekt in laboratoria om hun gedrag te bestuderen.